# Perudina
Perúdina je naselje v Sloveniji. V Perudini se je leta 1734 rodil Juraj Maljevec, hrvaški pisatelj.

## Geografija
Povprečna nadmorska višina naselja je 257 m.
Pomembnejša bližnja naselja so: Vinica (2,5 km) in Črnomelj (17 km).
Naselje sestavljata zaselka: Gornje selo in Dolnje selo.
Na območju vasi se nahaja cerkev Matere božje.